# Eusiphona flava
Eusiphona flava är en tvåvingeart som beskrevs av Curtis W. Sabrosky 1953. Eusiphona flava ingår i släktet Eusiphona och familjen sprickflugor. Inga underarter finns listade i Catalogue of Life.